# Titularerzbistum Germa in Hellesponto
Germa in Hellesponto (ital.: Germa di Ellesponto) ist ein Titularerzbistum der römisch-katholischen Kirche. 
Es geht zurück auf einen untergegangenen Erzbischofssitz in der antiken Stadt Germe in der kleinasiatischen Landschaft Mysien auf der asiatischen Seite der Dardanellen. Der Bischofssitz war der Kirchenprovinz Cyzicus zugeordnet.
| Titularerzbischöfe von Germa in Hellesponto |                  |                                         |                 |                  |
| Nr.                                         | Name             | Amt                                     | von             | bis              |
| 1                                           | Lorenzo Gargiulo | Koadjutorerzbischof von Gaeta (Italien) | 4. Oktober 1947 | 24. Februar 1966 |